# Sceau de Chicago

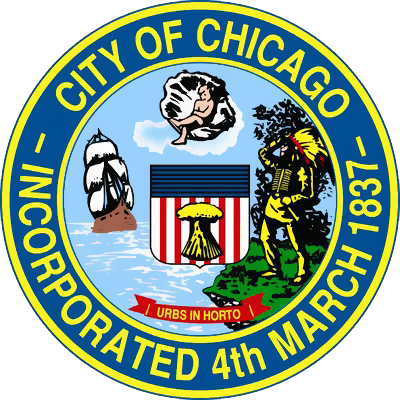
Sceau officiel de la ville de Chicago depuis 1905.

Le sceau de la ville de Chicago (en anglais : Seal of the City of Chicago) est le sceau officiel du gouvernement de Chicago, dans l'État de l'Illinois, aux États-Unis. Il représente l'autorité du gouvernement de la ville et indique aux personnes une communication visuelle officielle de la ville. Il est utilisé sur les documents officiels et par les fonctionnaires de l'administration de Chicago, les services municipaux, etc.

## Historique

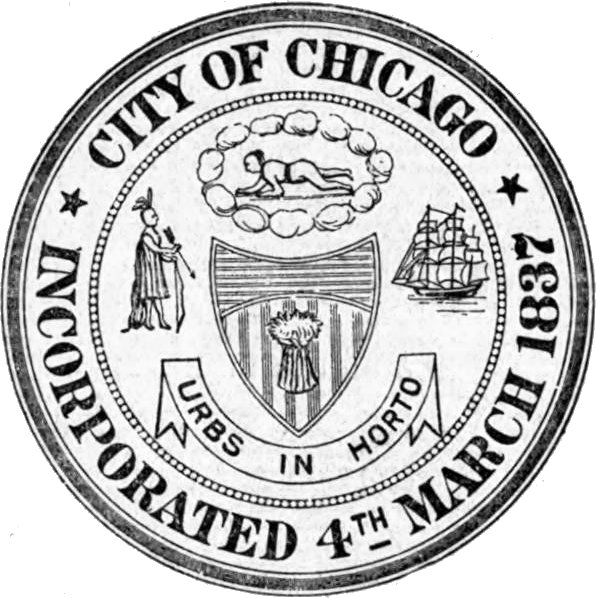
Sceau officiel de la ville de Chicago jusqu'en 1905.

Lorsque la town de Chicago a été constituée en ville en 1837 à la suite d'une ordonnance municipale, un comité spécial composé du maire de Chicago William Butler Ogden et des conseillers municipaux Josiah Goodhue et Daniel Pearsons a été nommé pour la création officielle d'un sceau. Le symbolisme qui constitue le sceau est décrit dans l'ordonnance comme « un bouclier (américain) avec un faisceau de blé placé en son centre, un navire à trois-mâts toutes voiles dehors à droite, un nourrisson allongé sur le ventre au-dessus, un Indien avec un arc et une flèche sur la gauche, la devise latine « Urbs in Horto » (ce qui signifie « une ville dans un jardin ») au bas du bouclier, et l'inscription « ★ City of Chicago ★ Incorporated 4th March 1837 » autour du bord extérieur dudit sceau.

## Sceau actuel
Des modifications à l'ordonnance ont été faites en juin 1854 et en février 1893. Aucun dessin ou reproduction de la version originale du sceau n'a survécu, de sorte qu'une conception et une description nouvelles et corrigées ont été prévues par ordonnance du conseil municipal de Chicago le 20 mars 1905. Il s'agit du sceau actuel officiel de la ville de Chicago.
La description du symbolisme est la suivante : le bouclier au centre représente l'esprit national de Chicago ; l'amérindien représente la découverte du site de Chicago ; le navire à trois-mâts de type Hermione toutes voiles dehors est emblématique de l'approche de la civilisation et du commerce ; le faisceau de blé est typique de l'activité et de l'abondance ; l'enfant dans le coquillage symbolise la représentation ancienne et classique de la perle, et Chicago, située au bord du lac Michigan, signifie qu'elle a pour vocation de devenir « la gemme des Grands Lacs » (l'enfant symbolise à la fois la naissance de Chicago et le bijou à travers la perle) ; la devise latine « Urbs in Horto » signifie « City in a Garden », un des plus anciens surnoms de la ville de Chicago encore utilisé, avec l'inscription « City of Chicago – Incorporated 4th March 1837 – », le 4 mars 1837 étant la date d'incorporation de Chicago en municipalité.